# Oswaldo Vizcarrondo
Oswaldo Vizcarrondo, est un footballeur international vénézuélien né le 31 mai 1984 à Caracas (Venezuela), qui mit un terme à sa carrière du côté de l'ESTAC. Il est désormais sélectionneur de l'Équipe du Venezuela des moins de 17 ans de football après sa démission du poste d'entraîneur adjoint du Football Club de Nantes.

## Biographie

### En club

#### Caracas FC (2002-2008)
Vizcarrondo commence sa carrière de footballeur professionnel en 2003 au sein du Caracas FC, où il remporte le championnat vénézuélien en 2003, 2004, 2006 et 2007.

#### Rosario Central (2007-2008)
Il évolue ensuite en Argentine, au Paraguay, au Mexique et en Colombie avant de revenir au Venezuela.

#### Club Olimpia (2009)
Le défenseur central jouait la saison dernière au sein du club argentin de Lanus, prêté par un club mexicain. Lanus termine à la troisième place de son championnat.

#### FC Nantes (2013-2017)
Vizcarrondo joue la première saison de sa carrière en Europe avec le FC Nantes pour lequel il signe un contrat jusqu'en juin 2016 (transfert estimé à 600 000 €) et où il retrouve ses deux compatriotes, Gabriel Cichero et Fernando Aristeguieta. Début novembre 2015, Vizcarrondo prolonge son contrat avec le FC Nantes jusqu'en juin 2018.

### En sélection
Le 10 mars 2004, il participe à sa première sélection en équipe du Venezuela, lors du match Venezuela - Honduras à l'Estadio José Pachencho Romero (Victoire 2-1). Avec la Vinotinto, il inscrit 7 buts pour 45 selections.

### Parcours d'entraîneur
Il devient entraîneur de l'équipe féminine du FC Nantes en remplacement de Mathieu Ricoul au cours de la saison 2022-2023. L'équipe évolue alors en D2 féminine. À quelques journées de la fin, il laisse son équipe au bord de la relégation pour devenir l'entraîneur adjoint de l'équipe masculine qui se trouve dans une situation similaire. Les deux équipes parviennent finalement à se maintenir. Il entretient des relations froides avec l'entraîneur principal, Pierre Aristouy, ce qui le pousse à quitter le club à la fin de la saison.
Il devient alors le sélectionneur de l'équipe U17 du Venezuela.

## Statistiques

### En sélection nationale
| Saison                | Sélection             | Phases finales          | Phases finales | Phases finales | Phases finales | Éliminatoires CDM | Éliminatoires CDM | Éliminatoires CDM | Matchs amicaux | Matchs amicaux | Matchs amicaux | Total | Total | Total |
| Saison                | Sélection             | Compétition             | M              | B              | Pd             | M                 | B                 | Pd                | M              | B              | Pd             | M     | B     | Pd    |
| --------------------- | --------------------- | ----------------------- | -------------- | -------------- | -------------- | ----------------- | ----------------- | ----------------- | -------------- | -------------- | -------------- | ----- | ----- | ----- |
| 2003-2004             | Venezuela             | Copa América 2004       | -              | -              | -              | -                 | -                 | -                 | 1              | 0              | 0              | 1     | 0     | 0     |
| 2004-2005             | Venezuela             | -                       | -              | -              | -              | 0                 | 0                 | 0                 | -              | -              | -              | 0     | 0     | 0     |
| 2005-2006             | Venezuela             | -                       | -              | -              | -              | -                 | -                 | -                 | 2              | 0              | 0              | 2     | 0     | 0     |
| 2006-2007             | Venezuela             | Copa América 2007       | 0              | 0              | 0              | -                 | -                 | -                 | 9              | 0              | 0              | 9     | 0     | 0     |
| 2007-2008             | Venezuela             | -                       | -              | -              | -              | -                 | -                 | -                 | 1              | 0              | 0              | 1     | 0     | 0     |
| 2009-2010             | Venezuela             | -                       | -              | -              | -              | 4                 | 0                 | 0                 | 4              | 1              | 0              | 8     | 1     | 0     |
| 2010-2011             | Venezuela             | Copa América 2011 4e    | 6              | 1              | 0              | -                 | -                 | -                 | 8              | 3              | 0              | 14    | 4     | 0     |
| 2011-2012             | Venezuela             | -                       | -              | -              | -              | 5                 | 1                 | 0                 | 3              | 1              | 0              | 8     | 2     | 0     |
| 2012-2013             | Venezuela             | -                       | -              | -              | -              | 5                 | 0                 | 0                 | 1              | 0              | 0              | 6     | 0     | 0     |
| 2013-2014             | Venezuela             | -                       | -              | -              | -              | 3                 | 0                 | 0                 | 2              | 0              | 0              | 5     | 0     | 0     |
| 2014-2015             | Venezuela             | Copa América 2015       | 3              | 0              | 0              | -                 | -                 | -                 | 6              | 0              | 0              | 9     | 0     | 0     |
| 2015-2016             | Venezuela             | Copa América Centenario | 3              | 0              | 0              | 5                 | 0                 | 1                 | 4              | 0              | 0              | 12    | 0     | 1     |
| 2016-2017             | Venezuela             | -                       | -              | -              | -              | 5                 | 0                 | 0                 | -              | -              | -              | 5     | 0     | 0     |
| Total sur la carrière | Total sur la carrière | Total sur la carrière   | 12             | 1              | 0              | 27                | 1                 | 1                 | 41             | 5              | 0              | 80    | 7     | 1     |

#### Buts en sélection
| Buts en sélection de Oswaldo Vizcarrondo | Buts en sélection de Oswaldo Vizcarrondo | Buts en sélection de Oswaldo Vizcarrondo                         | Buts en sélection de Oswaldo Vizcarrondo | Buts en sélection de Oswaldo Vizcarrondo | Buts en sélection de Oswaldo Vizcarrondo | Buts en sélection de Oswaldo Vizcarrondo            |
|                                          | Date                                     | Lieu                                                             | Adversaire                               | Score                                    | Résultat                                 | Compétition                                         |
| ---------------------------------------- | ---------------------------------------- | ---------------------------------------------------------------- | ---------------------------------------- | ---------------------------------------- | ---------------------------------------- | --------------------------------------------------- |
| 1.                                       | 12 août 2009                             | Giants Stadium, New York (États-Unis)                            | Colombie                                 | 2-1                                      | 2-1                                      | Match amical                                        |
| 2.                                       | 11 août 2010                             | Estadio Rommel Fernández, ville de Panama (Panama)               | Panama                                   | 1-0                                      | 1-3                                      | Match amical                                        |
| 3.                                       | 7 octobre 2010                           | Estadio Ramón Tahuichi Aguilera, Santa Cruz (Bolivie)            | Bolivie                                  | 2-0                                      | 3-1                                      | Match amical                                        |
| 4.                                       | 29 mars 2011                             | Qualcomm Stadium, San Diego (États-Unis)                         | Mexique                                  | 1-1                                      | 1-1                                      | Match amical                                        |
| 5.                                       | 11 juin 2011                             | Sam Boyd Stadium, Las Vegas (États-Unis)                         | Mexique                                  | 3-0                                      | 3-0                                      | Match amical                                        |
| 6.                                       | 17 juin 2011                             | Stade du bicentenaire, San Juan (Argentine)                      | Chili                                    | 1-0                                      | 2-1                                      | Copa América 2011 (Quarts-de-finale)                |
| 7.                                       | 15 novembre 2011                         | Estadio Polideportivo de Pueblo Nuevo, San Cristóbal (Venezuela) | Bolivie                                  | 1-0                                      | 1-0                                      | Éliminatoires de la Coupe du monde de football 2014 |
| 8.                                       | 23 mai 2012                              | Polideportivo Cachamay, Ciudad Guayana (Venezuela)               | Moldavie                                 | 3-0                                      | 4-0                                      | Match amical                                        |

NB : Les scores sont affichés sans tenir compte du sens conventionnel en cas de match à l'extérieur (Venezuela-adversaire)

## Palmarès

### Collectif
- Avec Caracas FC :
  - Champion du Venezuela en 2003, 2004, 2006 et 2007.

- Avec Once Caldas :
  - Champion de Colombie en 2010 (Finalización).